# غمر جليدي الستورتي
غمر جليدي الستورتي هو دور جليدي حدث خلال عصر البارد، وخلال هذا العصر مرت الأرض بعدة عصور جليدية واسعة النطاق، الغمر جليدي المارينوي هو أكثرهم طولًا حيث أنه استمر لمدة 60 مليون سنة.

## التسمية
تمت تسمية غمر جليدي الستورتي على اسم أخدود نهر ستورت بالقرب من مرتفعات بيليڤيو بجنوب أستراليا.